# Luca Ceccaroli
Luca Ceccaroli (sinh ngày 5 tháng 7 năm 1995) là cầu thủ bóng đá San Marino hiện đang chơi ở vị trí tiền vệ cho câu lạc bộ Tre Penne và Đội tuyển bóng đá quốc gia San Marino.

## Sự nghiệp thi đấu quốc tế
Ceccaroli ra mắt quốc tế cho San Marino vào ngày 13 tháng 10 năm 2019 trong 1 trận đấu thuộc khuôn khổ Vòng loại giải vô địch bóng đá châu Âu 2020 gặp Scotland, kết thúc với tỷ số 6-0 nghiêng về Scotland.

## Thống kê sự nghiệp

### Quốc tế
Tính đến 23 tháng 9 năm 2022
| Đội tuyển bóng đá quốc gia San Marino | Đội tuyển bóng đá quốc gia San Marino | Đội tuyển bóng đá quốc gia San Marino |
| Năm                                   | Số trận đấu                           | Bàn thắng                             |
| ------------------------------------- | ------------------------------------- | ------------------------------------- |
| 2019                                  | 2                                     | 0                                     |
| 2020                                  | 4                                     | 0                                     |
| 2021                                  | 4                                     | 0                                     |
| 2022                                  | 6                                     | 0                                     |
| Tổng cộng                             | 16                                    | 0                                     |